# Istanbul Cup 2009
L'Istanbul Cup 2009 è stato un torneo di tennis giocato sul cemento.
È stata la 5ª edizione dell'Istanbul Cup, che fa parte della categoria International nell'ambito del WTA Tour 2009.Si è giocato a Istanbul in Turchia, dal 27 luglio al 2 agosto 2009.

## Partecipanti

### Teste di serie
| Nazionalità | Giocatrice              | Ranking* | Testa di serie |
| ----------- | ----------------------- | -------- | -------------- |
| Russia      | Vera Zvonarëva          | 7        | 1              |
| Svizzera    | Patty Schnyder          | 19       | 2              |
| Spagna      | Anabel Medina Garrigues | 20       | 3              |
| Francia     | Aravane Rezaï           | 39       | 4              |
| Russia      | Vera Duševina           | 49       | 5              |
| Kazakistan  | Jaroslava Švedova       | 57       | 6              |
| Bielorussia | Ol'ga Govorcova         | 65       | 7              |
| Rep. Ceca   | Lucie Hradecká          | 69       | 8              |

- Ranking al 20 luglio 2009.

### Altre partecipanti
Giocatrici che hanno ricevuto una Wild card:
- Pemra Özgen
- İpek Şenoğlu
- Çağla Büyükakçay

Giocatrici passati dalle qualificazioni:
- Nastas'sja Jakimava
- Kacjaryna Dzehalevič
- Alina Židkova
- Juliana Fedak

## Campioni

### Singolare
Vera Duševina ha battuto in finale  Lucie Hradecká con il punteggio di 6–0, 6–1

### Doppio
Lucie Hradecká /  Renata Voráčová hanno battuto in finale  Julia Görges /  Patty Schnyder con il punteggio di 2–6, 6–3, 12–10